# HD 82670
HD 82670，又名BD+24 2104，SAO 80909、HR 3804，是一颗恒星，视星等为6.25，位于銀經206.23，銀緯45.5，其B1900.0坐标为赤經9h 28m 16.6s，赤緯+23° 45.5′ 59″。